# محمد ارشد (بازیکن کبدی)
محمد ارشد (انگلیسی: Muhammad Arshad؛ زادهٔ ۱۵ مهٔ ۱۹۷۹) بازیکن کبدی اهل پاکستان است.
وی همچنین برندهٔ جوایزی همچون مدال برنز و مدال نقره شده‌است.